# Agriculture dans la Mayenne

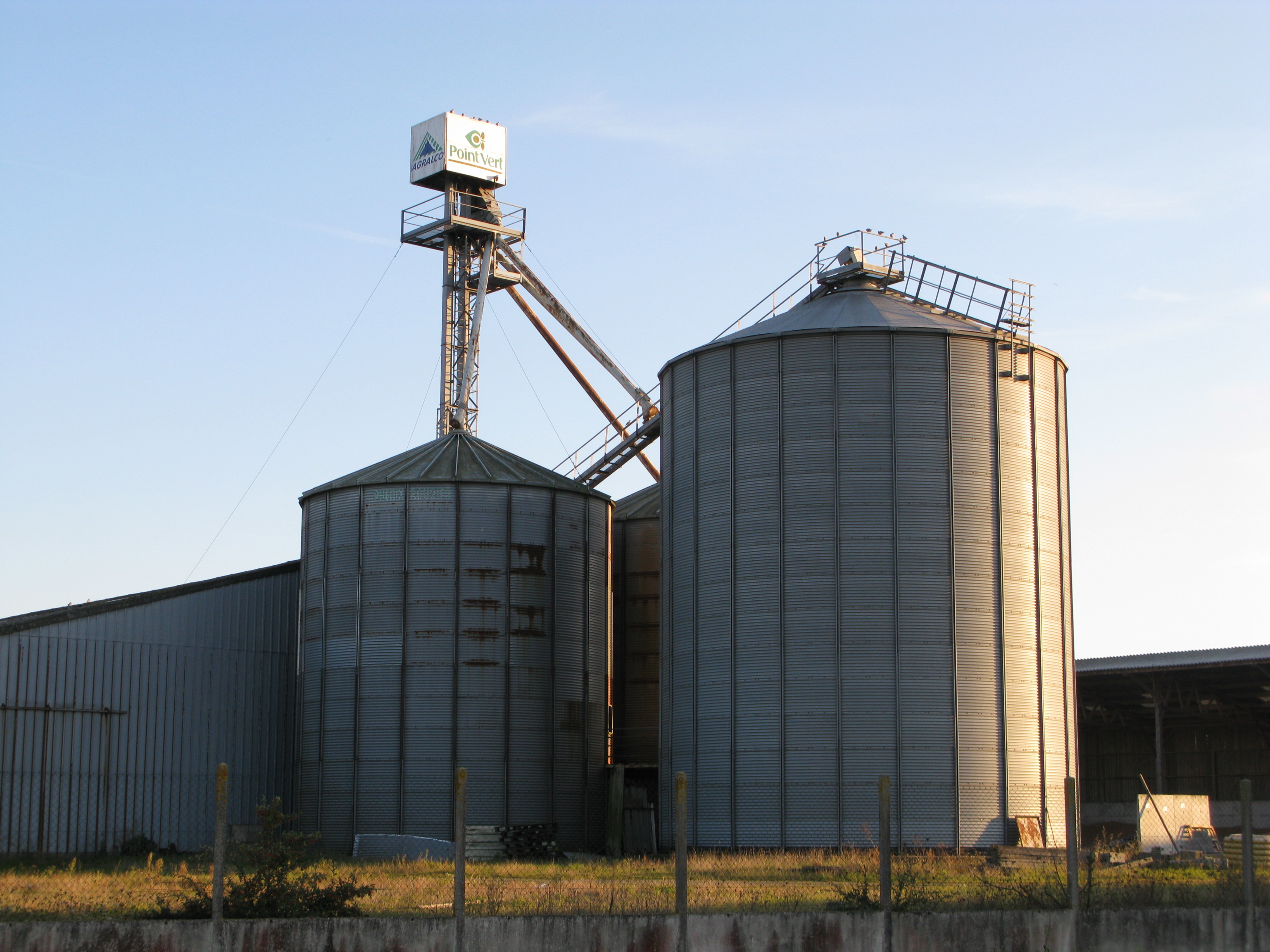
Silos du magasin Point vert à Mayenne.

L'agriculture dans la Mayenne se caractérise par une importante production de viande bovine, de lait et de porc, et par la présence marquée de l'industrie agroalimentaire.

## Histoire
Les foires agricoles en Mayenne remontent au XIIIe siècle, il s'en tenait encore quatre par an au XIXe siècle.
Le 21 juin 2012, Guillaume Garot, alors maire de Laval et député de la première circonscription de la Mayenne, est nommé ministre délégué chargé de l'Agroalimentaire dans le gouvernement Jean-Marc Ayrault.

## L'agriculture mayennaise dans l'agriculture française
La Mayenne est un département d'élevage. C'est d'ailleurs l'un des leaders parmi les départements français en productions animales. Elle occupe en effet le 2e rang national pour la viande bovine (gros bovins), le 4e rang en lait, le 5e rang en porc et le 13e rang en volaille.

## Emplois
L'agriculture est un secteur significatif pour l'économie du département de la Mayenne : elle représente 7,6 % des emplois de la population active et s'appuie sur un secteur agroalimentaire représentant 6300 emplois salariés.

## Exploitations agricoles
Entre 2007 et 2010, le nombre global d'exploitations agricoles a diminué, passant de 8 779 à 8 000, les grandes ou moyennes exploitations passant de 5 724 à 5 200 ; cette tendance est perceptible dans l'ensemble des départements des Pays de la Loire. La moitié des petites exploitations sont d'une surface inférieure à 5 hectares.
En 2018, dans le département, il y a 9500 actifs agricoles (dont 7190 chefs d'exploitations) et 4780 exploitations avec une surface agricole totale de 403 000 hectares.
La surface moyenne des exploitations en Mayenne est de 84 hectares.
L'agriculture en société représente 58% des exploitations, soit 2780 exploitations (dont 1170 en GAEC) et 70% des exploitants (soit 5033 des exploitants).
1/3 des chefs d'exploitations sont des femmes.
Il y a 102 installations aidées/an dont ¼ des jeunes qui s'installent ne sont pas issus du milieu agricole et 20% sont des femmes.
La surface agricole du département (403 000 ha) est répartie de la façon suivante :
- 24 % de prairies naturelles
- 22 % de prairies temporaires
- 20 % de maïs fourrage
- 33 % de cultures de vente
- 1 % autres cultures[1].

Les deux principales productions que sont la viande bovine et le lait ont les caractéristiques suivantes :
- Pour la viande bovine : un cheptel total de 597 000 bovins, dont 61 000 vaches allaitantes. Il y a 56 200 tonnes de gros bovins produits et 6 600 tonnes de veaux de boucherie.
- Pour la production laitière : un total de 1,19 milliard de litres livrés avec 2655 exploitations laitières soit une moyenne de 448 000 litres/exploitation. Un cheptel total de 171 000 vaches laitières soit une moyenne de 64 vaches par exploitation[1].

Au Salon international de l'agriculture 2013, la Mayenne est représentée par une trentaine d'éleveurs de bovins, d'ovins, de chevaux ou de producteurs de produits du terroir.

## Industrie agroalimentaire
En 2005, l'industrie agroalimentaire regroupe sur le département 98 établissements employant 6 185 salariés.
Elle est le secteur industriel majeur du département, regroupant des activités diverses dont notamment la transformation des produits laitiers (Lactalis).
En 2012, le secteur comprend 352 établissements employant 6 657 salariés.
En 2018, ce sont 6 300 emplois comptabilisés dans ce secteur.

## Formation professionnelle
Le département compte plusieurs établissements publics locaux d'enseignement (EPL) destinés à la formation des métiers agricoles :
- EPL Laval
- EPL Château-Gontier